# Ogród Tarota
Ogród Tarota (wł. Il Giardino dei Tarocchi, fr. Le Jardin des Tarots) – park rzeźb zlokalizowany w miejscowości Garavicchio w pobliżu Pescia Fiorentina w gminie Capalbio w Toskanii, we Włoszech. Ogród jest dziełem francusko-amerykańskiej artystki Niki de Saint Phalle, która pracowała nad nim od 1979 roku aż do ukończenia w 1998 roku. Ogród Tarota czerpie inspirację z kart tarota i stanowi artystyczną interpretację Wielkich Arkanów, przedstawionych w postaci ogromnych, barwnych rzeźb.

## Historia
Pomysł stworzenia Ogrodu Tarota zrodził się u Niki de Saint Phalle na początku lat 70. XX wieku, kiedy to artystka zetknęła się z twórczością hiszpańskiego architekta Antoniego Gaudiego, zwłaszcza jego dziełem w Barcelonie – Parkiem Güell. Styl Gaudiego, pełen krzywych linii, kolorowych mozaik i organicznych kształtów oraz Park Potworów, zainspirował Saint Phalle do stworzenia ogrodu.
Realizacja projektu rozpoczęła się w 1979 roku, a głównym miejscem budowy było wzgórze w pobliżu Capalbio. Niki de Saint Phalle zyskała wsparcie finansowe swojego męża, szwajcarskiego artysty Jeana Tinguely, który również przyczynił się do powstania kilku rzeźb. Budowę ogrodu finansowo wsparła również włoska rodzina Agnelli.
Ogród z czasem został wypełniony również mniejszymi dziełami innych artystów.

## Koncepcja
Ogród Tarota, zgodnie z nazwą, nawiązuje do kart tarota, w szczególności do Wielkich Arkanów, które symbolizują archetypy i ważne zasady duchowe oraz filozoficzne. Każda z 22 monumentalnych rzeźb w ogrodzie odpowiada jednej karcie z talii, np. Głupiec, Papieżyca, Kochankowie czy Wieża. Karty te są przedstawione w formie monumentalnych, wielobarwnych konstrukcji, często zdobionych ceramiką, szkłem oraz lustrami, co nadaje im niezwykle dynamiczny, niemal magiczny charakter. W dziełach ukryta jest także różna symbolika.
Rzeźby są nie tylko dziełami sztuki, ale również interaktywnymi strukturami i budynkami, do których zwiedzający mogą wejść, badać ich wnętrze i przeżywać artystyczne doświadczenie na różnych poziomach. Najbardziej znana z tych rzeźb, Cesarzowa, pełni funkcję mieszkalną – przez 17 lat była domem autorki dzieł, Niki Saint Phalle, która zamieszkała w niej, by lepiej wczuć się w klimat swojego dzieła.

## Architektura
Rzeźby w Ogrodzie Tarota wykonane są głównie z betonu, a następnie pokryte mozaiką z luster, kolorowej ceramiki oraz szkła, co przywodzi na myśl technikę stosowaną przez Gaudiego. Większość struktur jest monumentalnych, sięgających kilku, a nawet kilkunastu metrów wysokości. Ich organiczne, nieregularne kształty nadają całości baśniowy charakter, podkreślając symboliczne znaczenie przedstawionych postaci.
Saint Phalle często korzystała z jaskrawych, intensywnych kolorów, które nadawały rzeźbom dynamiczny i surrealistyczny wygląd. W ten sposób park stał się zarówno hołdem dla tradycji sztuki europejskiej, jak i nowoczesnym, autorskim dziełem o głębokim przesłaniu duchowym.

## Znaczenie
Ogród Tarota jest uważany za jedno z najważniejszych dzieł Niki de Saint Phalle oraz za wyjątkowy przykład współczesnej sztuki krajobrazowej. Saint Phalle, w swoich licznych wypowiedziach, podkreślała, że Ogród Tarota był dla niej miejscem osobistej przemiany i wyrażenia jej wewnętrznej podróży przez życie, co przekłada się na doświadczenia osób odwiedzających to miejsce.

Od 20 roku życia próbowałam wszystkich rodzajów psychoterapii. Szukałam jedności wewnętrznej i znalazłam ją w pracy. Chciałam wybaczyć wiele rzeczy, między innymi mojemu ojcu to, że próbował ze mnie zrobić swoją kochankę, kiedy miałam 11 lat, bo w moim sercu była tylko nienawiść i wściekłość. Sztuka i praca pomogły mi zmienić mój wewnętrzny pejzaż i uświadomić sobie, że moi rodzice byli nieszczęśliwymi ludźmi niemogącymi poradzić sobie sami ze sobą. Uświadomiłam sobie też, jak jestem do nich podobna. Mam ten sam humor prowokatora, jaki cechował ojca, lubię ryzyko jak matka, mam tę samą pasję do pracy i potrzebę nowości i dążenia naprzód, co oni. Sztuka i praca pozwoliły mi otworzyć się wewnętrznie, dzięki nim nabrałam dystansu, wybaczyłam i idę swoją drogą. Ten Ogród Tarota to nie tylko mój Ogród. Należy on także do wszystkich, którzy pomogli mi go stworzyć. Ja jestem Architektem ogrodu. Zrealizowałam swoją wizję, bo nie mogłam inaczej, nie miałam innego wyjścia, to była wewnętrzna konieczność. Ogród powstawał z trudnościami, z miłością, z dzikim entuzjazmem, pod wpływem obsesji, ale przede wszystkim z wielką wiarą. Nic nie mogło mnie zatrzymać. Jak we wszystkich bajkach, zanim znalazłam skarb, spotkałam na swojej drodze smoki, czarownice, magików i Anioła Powściągliwości

Dziś park przyciąga turystów i miłośników sztuki z całego świata, stanowiąc atrakcję kulturalną i turystyczną Toskanii. Jest także uważany za przykład syntezy sztuki i natury, a jego unikalna atmosfera przyciąga zarówno tych, którzy interesują się sztuką współczesną, jak i osoby poszukujące głębszych, duchowych przeżyć.

## Galeria

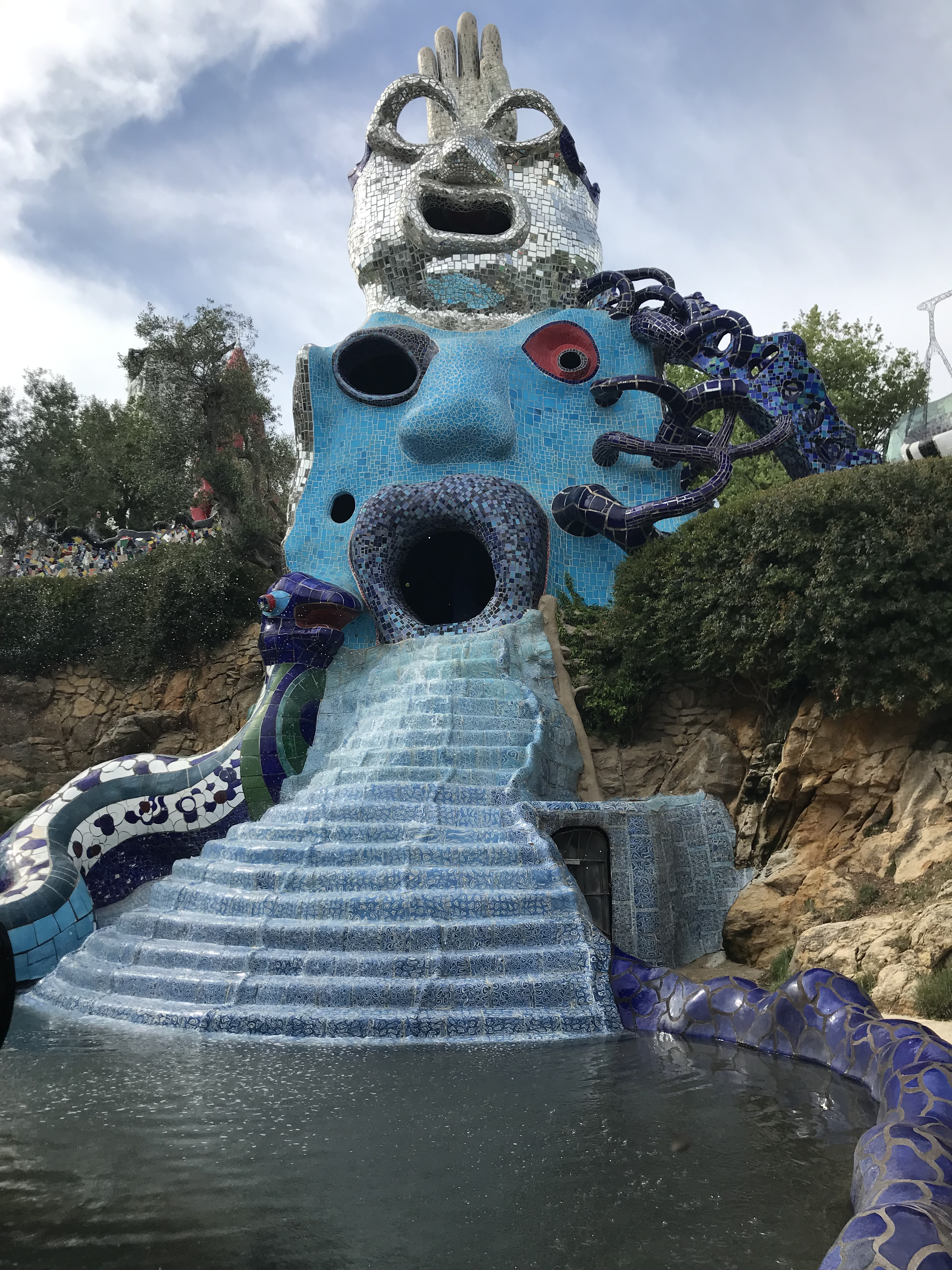
Papieżyca i Czarownik
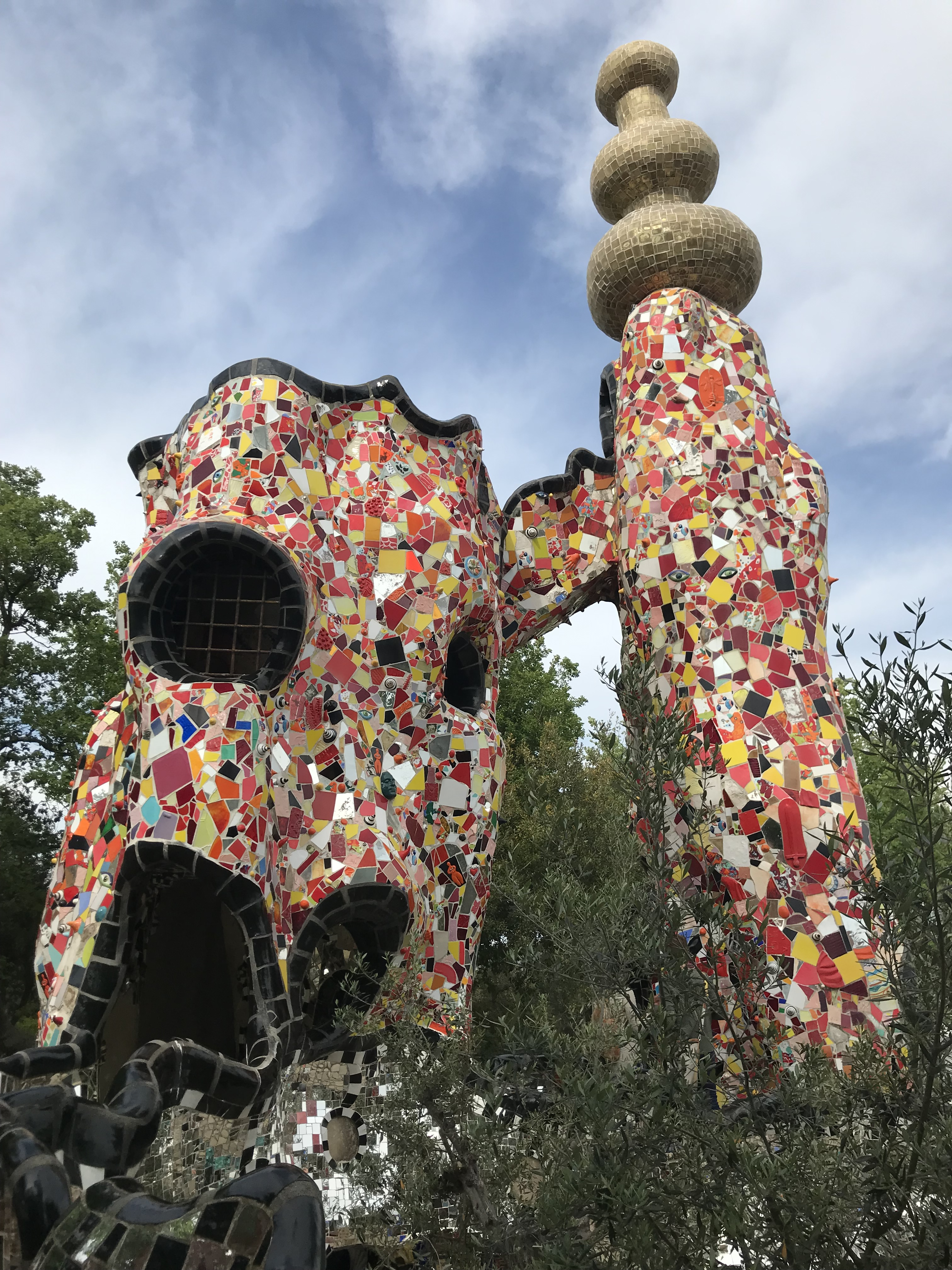
Figura
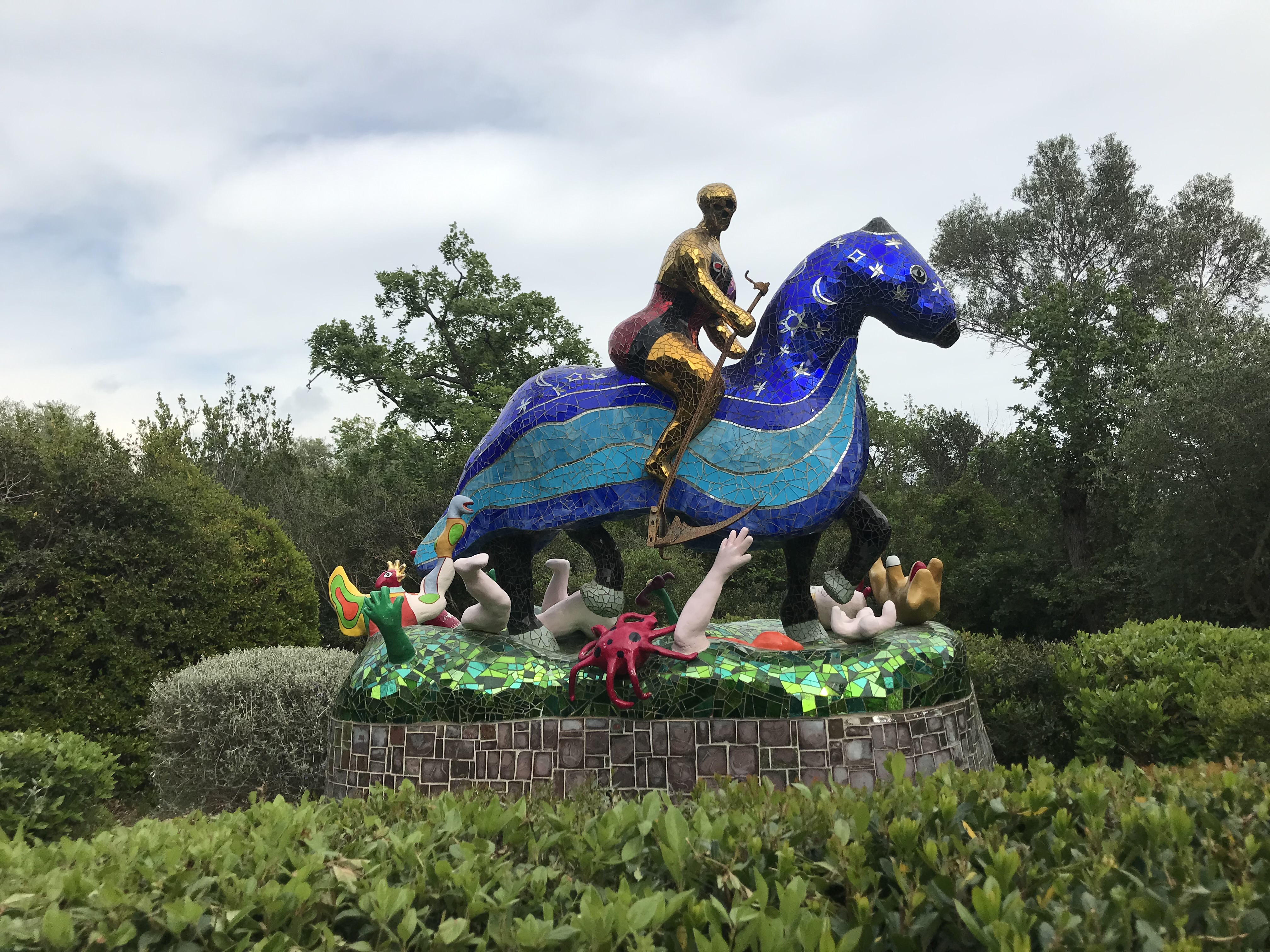
Figura śmierci
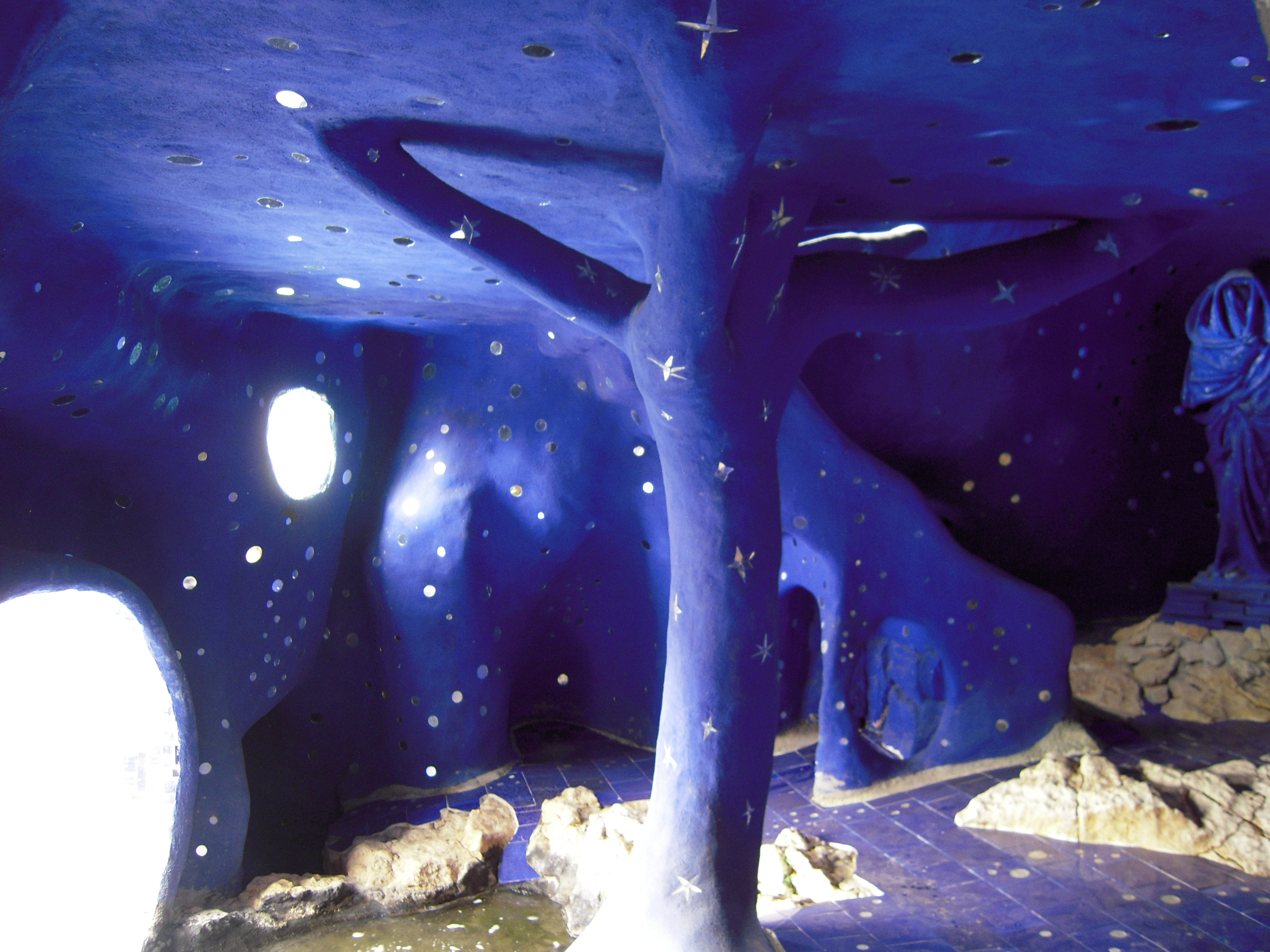
Wnętrze jednej z figur
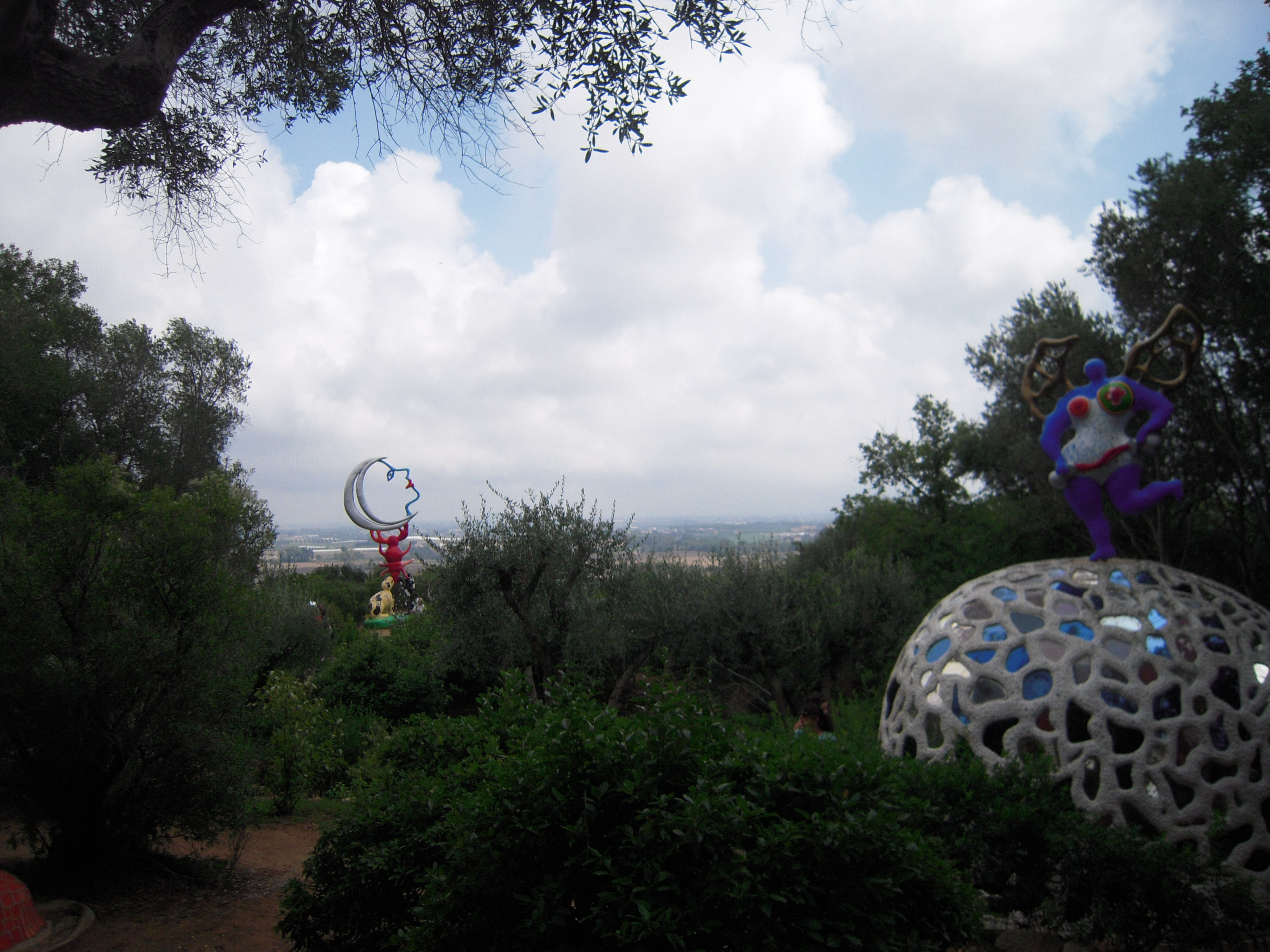
Widok na ogród
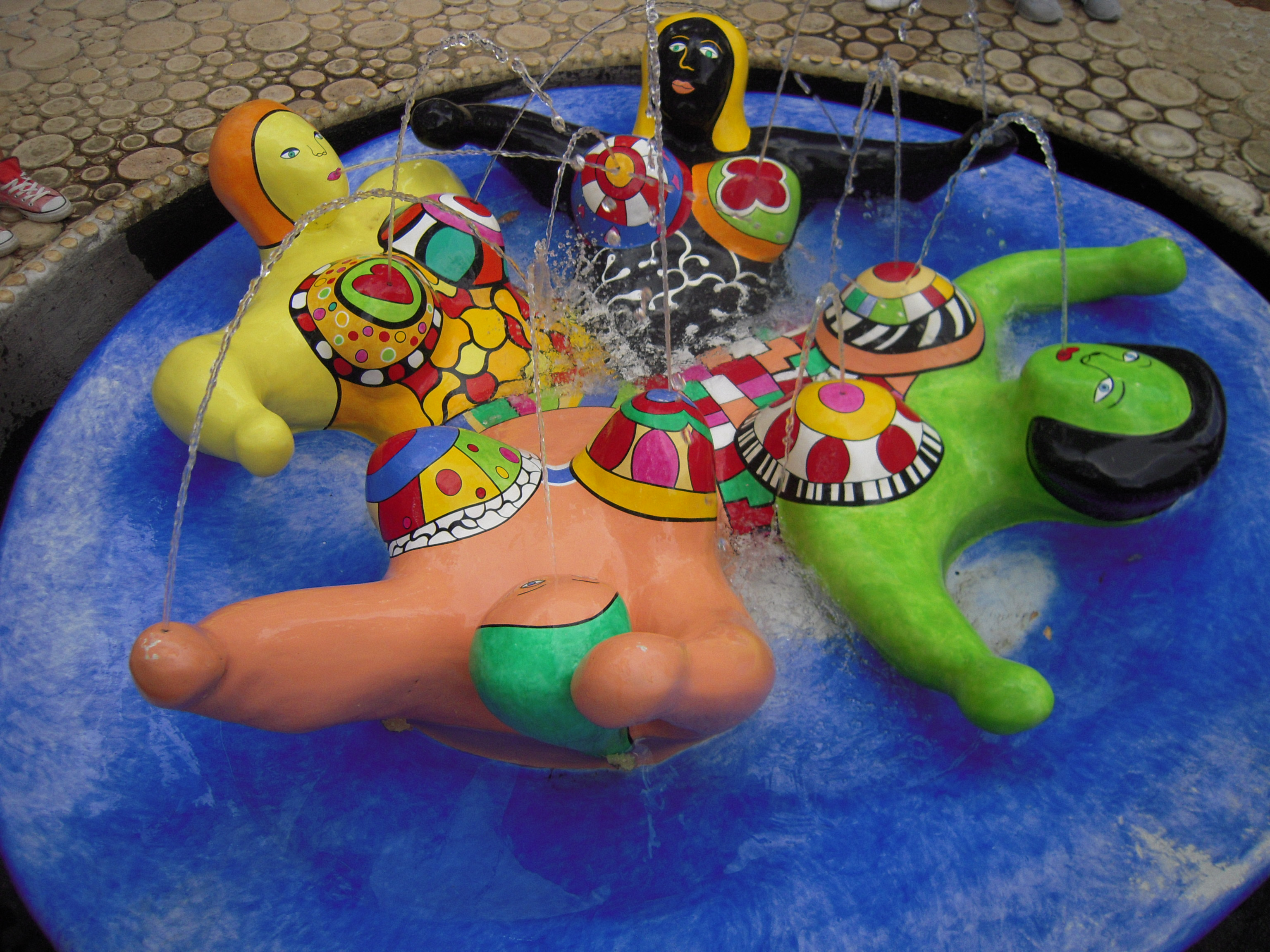
Fontanna na Placu Cesarza
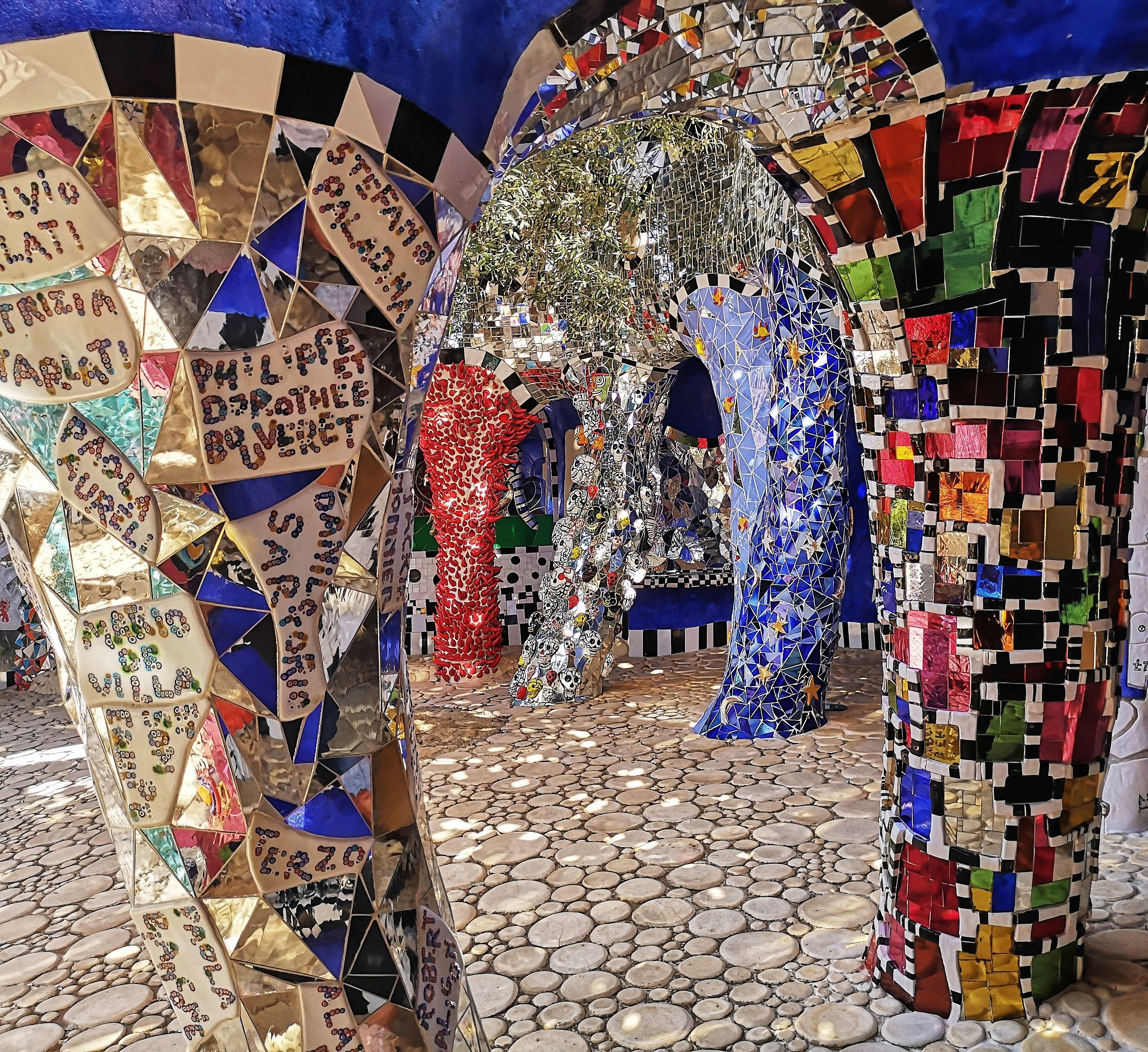
Wnętrze jednej z figur z mozaiką
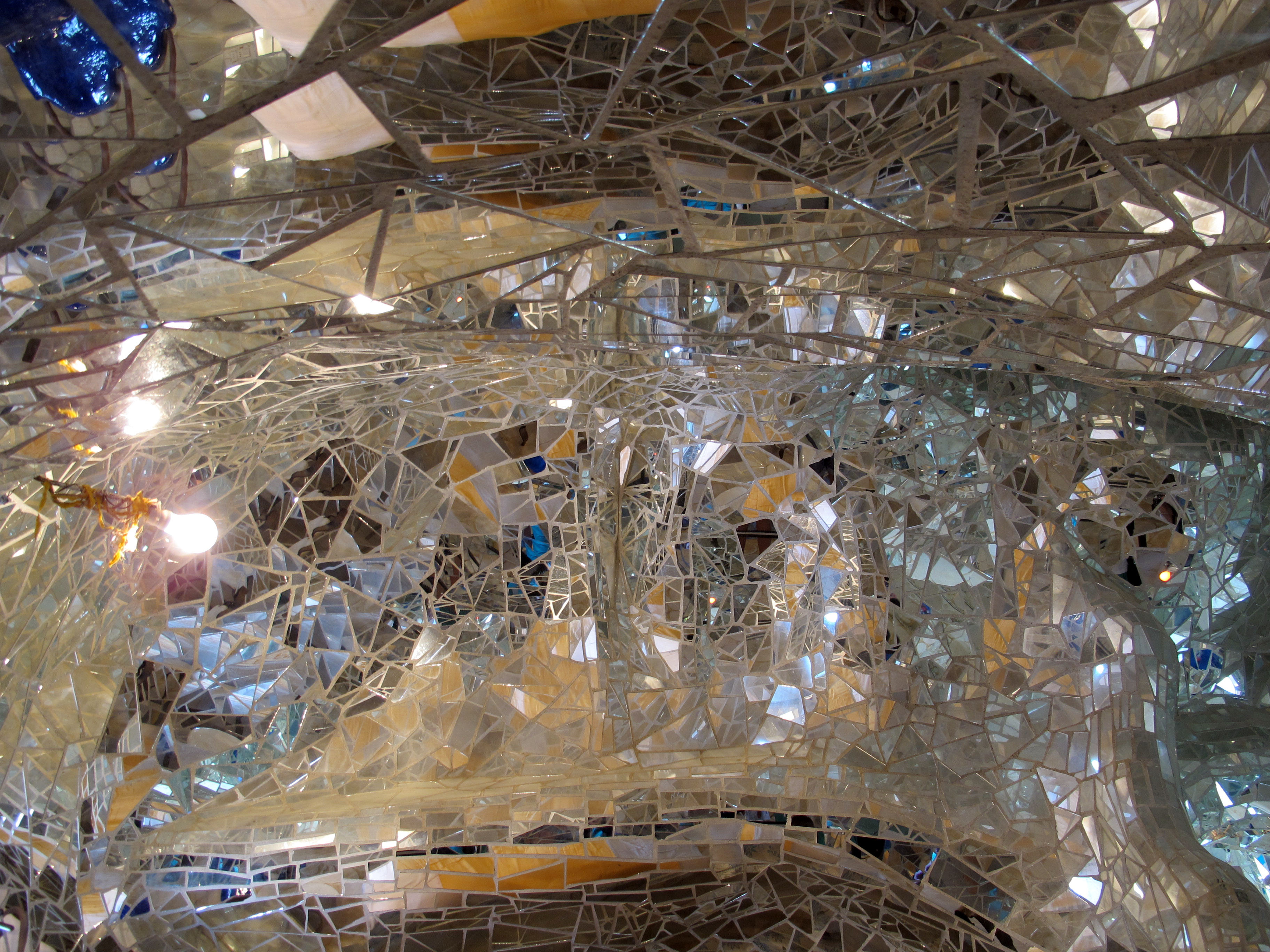
Mozaika luster
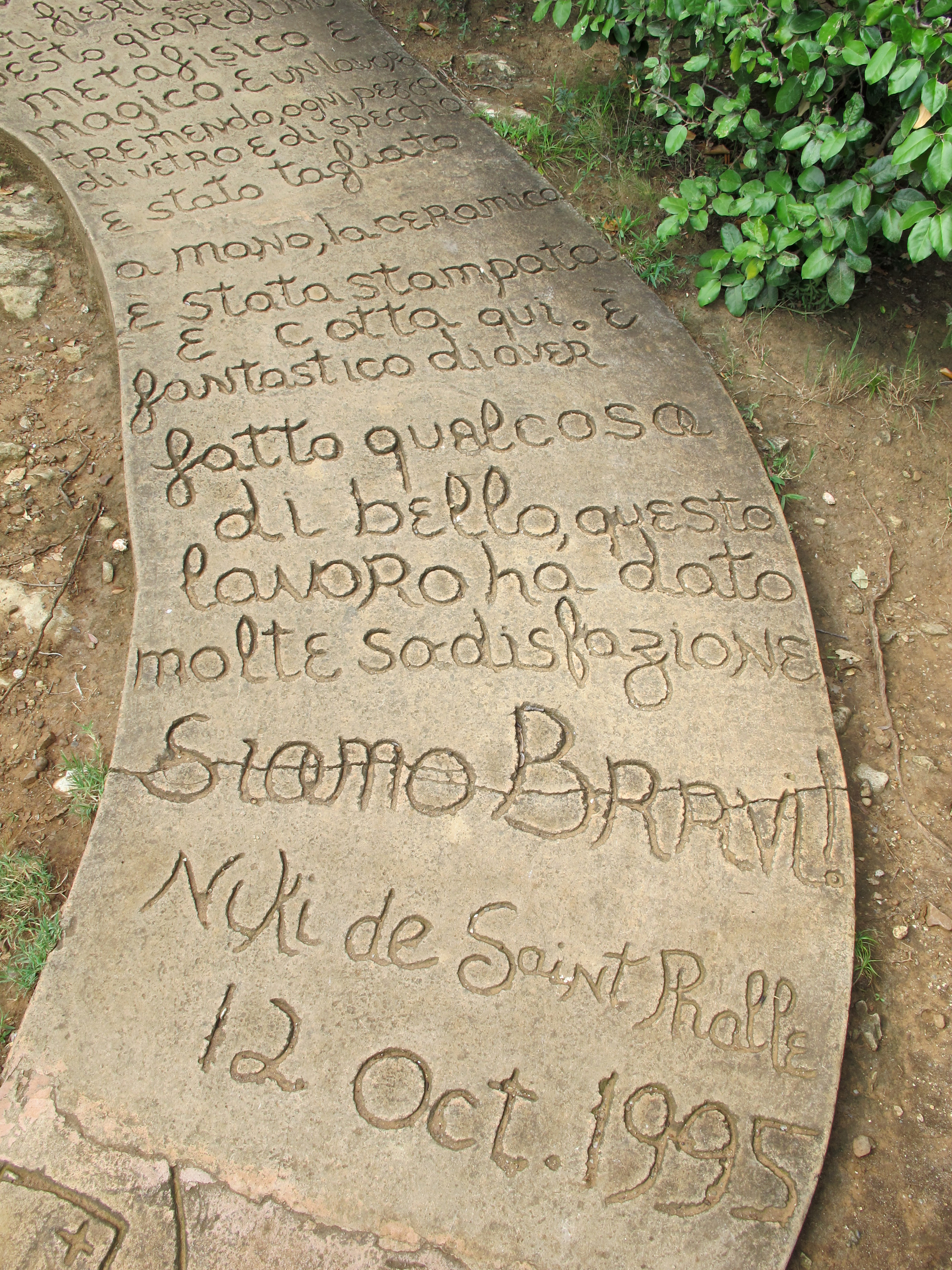
Ścieżka w ogrodzie
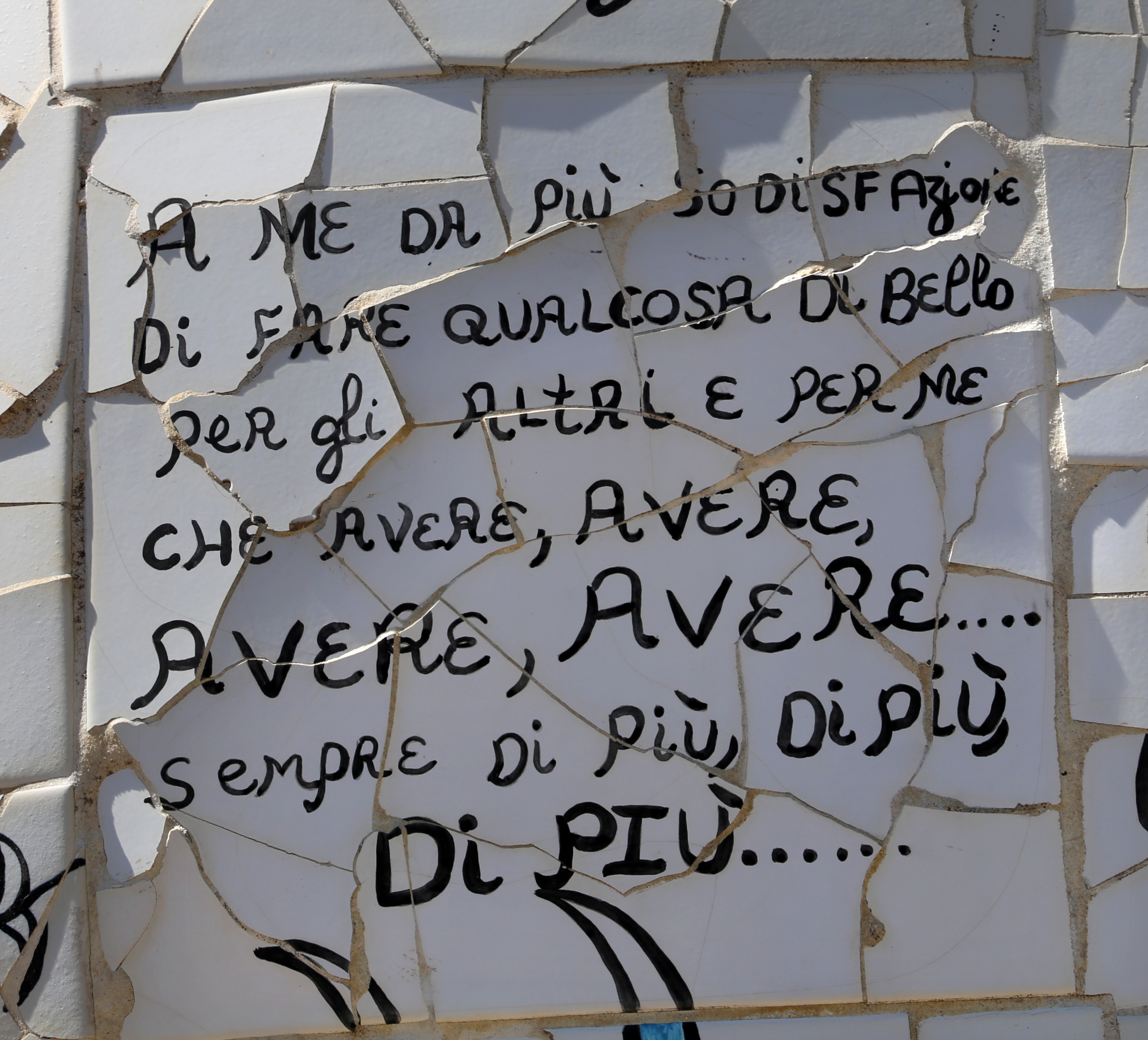
Motto Niki